# 下大榑新田
下大榑新田（しもおおぐれしんてん）は、かつて岐阜県安八郡に存在した村である。
現在の安八郡輪之内町の南部に該当し、大榑川沿いの村である。
江戸時代初期、安八郡下大榑村（現・輪之内町下大榑）の西を開発して出来た新田である。

## 歴史
- 1875年（明治8年）1月 - 下大榑村、下大榑新田、福束新田、藻池新田、中郷新田、海松新田が合併し、福合村となる。
- 1881年（明治14年）12月8日 - 福合村が分割され、下大榑村、下大榑新田、福束新田、藻池新田、中郷新田、海松新田となる。
- 1889年（明治22年）7月1日 - 町村制により、下大榑新田が発足。
- 1897年（明治30年）4月1日 - 松内村、下大榑村、福束新田、中郷新田、藻池新田、大吉新田、海松新田と合併し、仁木村が発足。同日下大榑新田廃止。

## 神社・仏閣
- 白髭神社
  - 下大榑新田が開かれたさい、下大榑村の白髭神社（現・加毛神社）から分詞された。